# Joke Waller-Hunter
Joke Waller-Hunter (* 15. November 1946 in Haarlem; † 14. Oktober 2005 in Lohmar) war eine niederländische Politikerin und für internationale Organisationen in den Bereichen Umwelt- und Klimaschutz tätig.

## Biographie
Mit dem Eintritt in die Verwaltung der niederländischen Provinz Nordholland begann sie 1973 ihre Karriere im Bereich der Umweltverwaltung. Dort arbeitete sie als Beamtin für Umweltinformation und Koordiniererin für Umweltplanung. In den Jahren 1984–1994 war sie im niederländischen Ministerium für Bauwesen, Raumplanung und Umwelt tätig. Dort fungierte sie als stellvertretende Direktorin für internationale Umweltangelegenheiten. In dieser Position war sie aktiv an den Vorbereitungen für die Konferenz der Vereinten Nationen über Umwelt und Entwicklung in Rio de Janeiro 1992 beteiligt. Von 1992 bis 1994 zeichnete sie sich als Direktorin für strategische Planung verantwortlich für die Ausarbeitung des zweiten nationalen Plans zur niederländischen Umweltpolitik.
1994 wurde Waller-Hunter zur ersten Direktorin der Kommission der Vereinten Nationen für Nachhaltige Entwicklung berufen, ein Amt, das sie bis 1998 innehatte. Von 1998 bis 2002 war sie Direktorin des Umweltreferats bei der OECD in Paris. Danach wechselte sie zum Sekretariat der Klimarahmenkonvention (UNFCCC) nach Bonn, wo sie zum 1. Mai 2002 das Amt der Generalsekretärin antrat, das sie bis zu ihrem Tod im Oktober 2005 ausübte. In ihre Amtszeit fiel das Inkrafttreten des Kyoto-Protokolls am 16. Februar 2005.
Im September 2005 erhielt sie einen Ehrendoktortitel von der Freien Universität Amsterdam für ihren Beitrag zur Gesellschaft durch ihre herausragende Arbeit im Bereich der nachhaltigen Entwicklung und des globalen Klimaschutzes.